# Червото (Торино)
Червото је насеље у Италији у округу Торино, региону Пијемонт.
Према процени из 2011. у насељу је живело 50 становника. Насеље се налази на надморској висини од 224 м.